# Moxifloxacina
Moxifloxacina é um antibiótico do grupo das fluoroquinolonas que tem por mecanismo de ação a inibição de enzimas responsáveis pela replicação do DNA bacteriano. É uma quinolona nova em comparação com as demais (ciprofloxacina, levofloxacina) e tem em sua molécula a adição de um grupo "metóxi" na posição R2 do anel comum das quinolonas para aumentar sua eficácia contra bactérias atípicas e anaeróbicas.
A moxifloxacina foi patenteada em 1988 e aprovada para utilização nos Estados Unidos em 1999. Faz parte da Lista de Medicamentos Essenciais da Organização Mundial de Saúde.